# Quaid-e-Azam Trophy
Die Quaid-e-Azam Trophy ist ein nationaler First-Class-Cricket-Wettbewerb in Pakistan. An diesem seit der Saison 1953/54 ausgetragenen Wettbewerb nehmen über die Zeit wechselnde First-Class Mannschaften teil. Der Wettbewerb ist nach dem Ehrentitel Qaid-e Azam (قائد اعظم „Größter Führer“) des pakistanischen Staatsgründers, Muhammad Ali Jinnah, benannt.

## Mannschaften
Die Mannschaften, die an diesem Wettbewerb teilnehmen, sind über die Zeit des Wettbewerbes hohen Fluktuationen ausgesetzt. Generell lassen sich die pakistanischen First-Class Teams in zwei Kategorien einteilen: Regional- und Departement-Mannschaften. Erstere repräsentieren einzelne Distrikte oder Provinzen Pakistans, wobei Karachi und Lahore zumeist zwei oder drei Teams stellen. Departement-Teams vertreten Unternehmen und öffentliche Einrichtungen, wie beispielsweise Banken, die Eisenbahn und die Streitkräfte. So kam es vereinzelt zu Saisons, in denen nur eine der beiden Kategorien von Mannschaften teilnahm, aber zumeist lag ein Mix mit wechselnden Anteilen dieser vor. Parallel dazu fand bis zur Saison 2013/14 die President’s Trophy statt, die vorwiegend mit Department-Teams besetzt ist. Zur Saison 2019/20 wurde die Struktur des pakistanischen Crickets grundlegend überarbeitet und die Anzahl der Teams auf sechs Regionalmannschaften reduziert.

## Sieger
| - 2019/20 Central Punjab - 2018/19 Habib Bank Limited - 2017/18 Sui Northern Gas Pipelines Limited - 2016/17 Water and Power Development Authority - 2015/16 Sui Northern Gas Pipelines Limited - 2014/15 Sui Northern Gas Pipelines Limited - 2013/14 Rawalpindi - 2012/13 Karachi Blues - 2011/12 Pakistan International Airlines - 2010/11 Habib Bank Limited - 2009/10 Karachi Blues - 2008/09 Sialkot - 2007/08 Sui Northern Gas Pipelines Limited - 2006/07 Karachi Urban - 2005/06 Sialkot - 2004/05 Peshawar - 2003/04 Faisalabad - 2002/03 Pakistan International Airlines - 2001/02 Karachi Whites - 2000/01 Lahore Blues - 1999/2000 Pakistan International Airlines - 1998/99 Peshawar - 1997/98 Karachi Blues - 1996/97 Lahore - 1995/96 Karachi Blues - 1994/95 Karachi Blues - 1993/94 Lahore - 1992/93 Karachi Whites - 1991/92 Karachi Whites - 1990/91 Karachi Whites - 1989/90 Pakistan International Airlines - 1988/89 Agriculture Development Bank of Pakistan - 1987/88 Pakistan International Airlines - 1986/87 National Bank of Pakistan |  | - 1985/86 Karachi - 1984/85 United Bank Limited - 1983/84 National Bank of Pakistan - 1982/83 United Bank Limited - 1981/82 National Bank of Pakistan - 1980/81 United Bank Limited - 1979/80 Pakistan International Airlines - 1978/79 National Bank of Pakistan - 1977/78 Habib Bank Limited - 1976/77 United Bank Limited - 1975/76 National Bank of Pakistan - 1974/75 Punjab A - 1973/74 Pakistan Railways - 1972/73 Pakistan Railways - 1971/72 nicht ausgetragen - 1970/71 Karachi Blues - 1969/70 Pakistan International Airlines - 1968/69 Lahore - 1967/68 nicht ausgetragen - 1966/67 Karachi - 1965/66 nicht ausgetragen - 1964/65 Karachi Blues - 1963/64 Karachi Blues - 1962/63 Karachi A - 1961/62 Karachi Blues - 1960/61 nicht ausgetragen - 1959/60 Karachi - 1958/59 Karachi - 1957/58 Bahawalpur - 1956/57 Punjab - 1955/56 nicht ausgetragen - 1954/55 Karachi - 1953/54 Bahawalpur |

## Siege nach Team
- Karachi 20
- Pakistan International Airlines 7
- National Bank of Pakistan 5
- United Bank Limited 4
- Lahore 4
- Sui Northern Gas Pipelines Limited 4
- Habib Bank Limited 3
- Bahawalpur 2
- Peshawar 2
- Punjab 2
- Pakistan Railways 2
- Sialkot 2
- Agriculture Development Bank of Pakistan 1
- Faisalabad 1
- Rawalpindi 1
- Water and Power Development Authority 1